# Bonos del Sur
Los Bonos del Sur son un instrumento financiero emitidos por el Estado venezolano a partir de noviembre de 2006, es mixto por estar compuesto por Deuda Pública Nacional de varios países sudamericanos que se ponen de acuerdo, según sus necesidades, para emitir estos papeles de deuda en los mercado financieros de manera de poder hacerlos más atractivos a los inversionistas.
Motivados principalmente por integración sudamericana, los Bonos del Sur hasta los momentos han sido protagonizados por Argentina y Venezuela, cada uno de los países con coyunturas económicas muy distintas y que gracias a eso buscan complementarse dentro de los mercados financieros.

## Antecedentes
Luego de la debacle económica de la Crisis de diciembre de 2001 en Argentina, el aumento en la fuga de capitales obligó al gobierno de Fernando de la Rúa a tomar medidas, sugeridas por Fondo Monetario Internacional FMI, impopulares que finalizaron con su salida del poder. Luego de la salida de Fernando de la Rúa, la Argentina una vez más cayó en default luego de no cumplir con sus compromisos de deuda aumentando todos sus indicadores de riesgo país. Una vez superada la crisis, la Argentina de Néstor Kirchner se aleja de sujeción de medidas económicas del FMI, lo que mantuvo durante los primeros años.
En Venezuela, la crisis política superada a partir del golpe de Estado de 2002, y el paro petrolero del mismo año, generó una gran incertidumbre en el país que desbocó en una fuga de capitales que trajo como consecuencia la aplicación de un control cambiario desde 2003 hasta enero de 2019, luego del control cambiario precipitó al país en una desinversion.
El 3 de marzo de 2005 Hugo Chávez anuncia en Montevideo, pocas horas después del encuentro que mantuvo con los presidentes Néstor Kirchner y Luiz Inácio Lula da Silva en la toma de posesión de Tabaré Vázquez que Venezuela comprará hasta 500 millones de dólares de la deuda Argentina, en una muestra de confianza hacia el país a pocos días de finalizado el canje de bonos en default. "Hemos decidido comprar papeles de la deuda argentina para ayudar al país de alguna manera. Eso podría llegar a un monto de hasta unos 500 millones de dólares. Ya la operación está decidida, la venimos discutiendo desde hace varias semanas , reveló el mandatario venezolano".
Inicialmente en mayo de 2005 el ministro Nelson Merentes incursionó en la compra de bonos de la deuda Argentina de 100 millones de dólares, en junio compró US 200 millones y en julio otros US 200 millones, haciendo uso de dineros del FONDEN a través de notas estructuradas, Merentes dijo en octubre "que le había arrojado hasta ahora un beneficio de US$ 15 millones para Venezuela", y se disponía a comprar para noviembre otros US 500 millones en papeles de la deuda argentina con vencimiento al año 2012, con un rendimiento al 9.5% anual y un descuento del 20% de su valor, bonos que a nivel mundial nadie quería comprar por la situación inestable que pasaba la economía Argentina, habiéndose aprobado en julio de ese año el inicio del FONDEN. Los principales bancos del país no aceptaban invertir en dichos bonos (sin embargo banqueros amigos del gobierno si se arriesgaron). Fue que en 2006 el gobierno emitió los bonos del Sur como una esperanza al empresario para adquirir dólar preferencial de 2.150 bolivares por dólar, una oportunidad para que empresarios obtuvieran dólares baratos y colocarlos en la Bolsa de valores. Pero que generó el inicio del crecimiento del dólar paralelo partir del 2007 y una serie de casos de corrupción, llevándolo a una crisis bancaria en 2009 y finalmente en el 2017 a una de las peores Hiperinflación en la historia económica del mundo.

## Inicios
Bonos del Sur, su creación data del año 2006, cuando Venezuela anuncia su emisión, donde el Estado venezolano compra 500 millones de dólares en bonos BODEN 2015 de la deuda Argentina de forma anticipada para posteriormente, colocar 500 millones en el mercado venezolano en Bonos del Sur.
Debido al alza de la canasta petrolera, Venezuela ha vivido un gran incremento en sus ingresos con el Boom petrolero entre el 2004-2005, que ha traído como consecuencia un aumento en el consumo, la desaceleración de la producción y el aumento de las importaciones combinado con las restricciones para la aprobación libre de divisas para importaciones solo para determinados grupos del gobierno, ha generado un aumento de la corrupción y como consecuencia ha escalado la inflación. El gobierno de Venezuela en busca de disminuir la liquidez monetaria,  ha tomado una serie de medidas, entre ellas la emisión de bonos que recojan la masa monetaria y estimule al ahorro. Pero el excesivo gasto público sin un buen control, la política de intención de ayudar a la economía de países de la región y la confianza en el 'boom' petrolero llevó al país a una  hiper inflación 
Para 2007 la deuda Deuda pública en Venezuela llegaba a 29.100 millones de dólares con  reservas internacionales  por el orden de los 34,286 millones de dólares. Venezuela lanzó en noviembre de 2006 y en febrero de 2007 el llamado Bono del Sur por 1.000 y 1.500 millones de dólares, un instrumento financiero que combina deuda soberana venezolana a fin de ayudar al gobierno argentino a salir del default basado en su crédito. El gobierno venezolano habrá vendido 11.500 millones de dólares desde noviembre del 2006 con el objetivo de financiar la industria petrolera y pagar deuda pública, al tiempo que retira circulante y reduce la presión en el mercado paralelo de divisas.
| Número | País emisor | Bono   | Valor Nominal $ | compra                                   | Valores     | Vencimiento | Rendimiento |
| ------ | ----------- | ------ | --------------- | ---------------------------------------- | ----------- | ----------- | ----------- |
| 1      | Argentina   | BONDEN | 500             | mayo de 2005 junio de 2005 julio de 2005 | 100 200 200 | 2012        | 9.5%        |
| 2      | Argentina   | BONDEN | 500             | octubre 2005                             | 500         | 2012        | 9.5%        |

## Combinación de los Bonos
En noviembre de 2006, Venezuela anuncian la creación y emisión de los Bonos del Sur, en cual el Estado venezolano compraría 500 millones de USD de forma anticipada para posteriormente, colocar 500 millones de USD más en el mercado venezolano en lo que sería la primera emisión de un combo de bonos de venezolanos más los bonos argentinos por 1000 millones de dólares americanos pagaderos a cinco años.
La característica principal de este combo es que con un mínimo nominales de USD 2000 se podían obtener USD 1000 de Bonos Argentinos pagaderos en USD y USD 1000 en Bonos Venezolanos pagaderos en bolívares.
| Número | País emisor | Bono       | Valor Nominal $ | Vencimiento | Proporción |
| ------ | ----------- | ---------- | --------------- | ----------- | ---------- |
| 1      | VENEZUELA   | TICC042017 | 500             | 2017        | 50%        |
| 2      | ARGENTINA   | BODEN12    | 300             | 2012        | 30%        |
| 3      | ARGENTINA   | BODEN15    | 200             | 2015        | 20%        |
|        |             | total      | 1000            |             | 100%       |

De igual forma en febrero año 2007, se emite una segunda versión de los bonos del sur por USD 1500, con las características de la primera emisión.
| Número | País emisor | Bono       | Valor Nominal $ | Vencimiento | Proporción |
| ------ | ----------- | ---------- | --------------- | ----------- | ---------- |
| 1      | VENEZUELA   | TICC042019 | 750             | 2019        | 50%        |
| 2      | ARGENTINA   | BODEN15    | 750             | 2015        | 50%        |
|        |             | total      | 1500            |             | 100%       |

El 13 de agosto de 2007 se anuncia la tercera emisión Bonos del Sur III, en el tercer trimestre del año, por 3.000 millones de US$.
| Número | País emisor | Bono       | Valor Nominal $ | Vencimiento | Proporción |
| ------ | ----------- | ---------- | --------------- | ----------- | ---------- |
| 1      | VENEZUELA   | TICC042019 | 1000            | 2019        | 33.3%      |
| 2      | VENEZUELA   | TICC042017 | 1000            | 2017        | 33.3%      |
| 3      | ARGENTINA   | BODEN15    | 1000            | 2015        | 33.3%      |
|        |             | total      | 3000            |             | 100%       |

## Intereses a pagar
La colocación de los Bonos de Sur fueron estructurados para pagar un interés de 9.5 % anual, algunos economistas han criticado lo alto del interés habiendo otras formas de financiar la deuda pública en mejores condiciones como las que presenta como referencia el Fondo Monetario Internacional cuyo interés anual es de 4.5% y con periodo de gracia de uno o dos años, dependiendo del volumen del préstamo y el tiempo.

## Efectos económicos
Para Argentina ha encontrado una manera fácil de financiar su déficit fiscal sin necesidad de exponer sus títulos valores de forma directa. Es decir los bonos argentinos son comprados en su totalidad por el Estado venezolano por lo que su precio mercado no tiene efecto en la recaudación de los fondos.
Para Venezuela la intermediación de los bonos argentinos en el mercado venezolano, al Estado venezolano le da un ingreso extra por la prima que le genera la colocación de los bonos debido a la alta demanda. Adicionalmente al amarrar el bono venezolano, menos tentador para el mercado local, ha ayudado al gobierno a recoger parte del excedente de liquidez que provoca la inflación. Sin embargo la ruleta de compra y venta entre la bolsa de Nueva York y las casas de cambio del dólar paralelo en la frontera elevó el tipo de cambio y originó la pérdida del poder adquisitivo del venezolano y enriqueció a contados funcionarios y banqueros amigos del gobierno con grandes comisiones y cuentas en el exterior. 
- Estado Argentino tiene un respiro de cinco años para el pago de sus deudas
- Estado venezolano tiene un ingreso extra moderado con la compra de bonos argentinos
- Se provoca la devalución de la moneda con respecto al mercado paralelo, ya que existe un control de cambio por parte del BCV
- El mercado paralelo presionará en pocos años la devaluación del bolívar
- Los venezolanos pierden poder adquisitivo
- Funcionarios y banqueros ganan comisiones y coimas

## Efectos sociales
El gobierno argentino ha podido sostener el crecimiento económico de los últimos años. Al existir la fuerte restricción de CADIVI quien administra las divisas en Venezuela, los Bonos del Sur han sido altamente demandados por el mercado venezolano como alternativa para la obtención de dólares, mediante la compra e inmediata venta en los mercados internacionales. La otra mitad venezolana ha servido de instrumento de ahorro sin embargo, no ha sido eficiente en su fin principal de reducir la inflación por medio de la recolección de la liquidez.

## Escándalos entre Kirchner y Chávez
La compra de bonos BONDEN 2012 en el año 2006 -2007 el juicio solo se llevó a sentencia en Argentina. En Venezuela la venta de los bonos del sur fueron colocados al público a precio del dólar oficial en banco locales y estos a la venta al precio del dólar en bancos de New York bajo la referencia de ser venezolanos, estos dólares llegaban a Venezuela y eran vendidos en las casas de cambio en la frontera de Colombia y Brasil al precio del dólar paralelo, que duplicaba y triplicaba su valor en 2007, de esa forma ingresaban bolívares a los depósitos de los clientes en bancos locales venezolanos, con los que volvían a comprar bonos del sur a dólar oficial, esto les dio groseras ganancias tanto a funcionarios públicos como a banqueros, mientras el bolívar se devaluaba. Esta s operaciones generaron un escádalo entre los representantes del gobierno chavista exministro y expresidente PDVSA, Rafael Ramírez, y al expresidente del Banco Central de Venezuela (BCV), Nelson Merentes tanto como representantes de los difuntos presidentes Néstor Kirchner y Hugo Chávez; todo estaba descrito entre los ocho cuadernos con anotaciones que realizara Oscar Centeno, el exchofer de un funcionario público argentino en 2018. En el juicio solo se llegó a investigar con algunas sentencias en Argentina.
| Año  | Ene         | Feb         | Mar         | Abr         | May         | Jun         | Jul         | Ago         | Sep        | Oct         | Nov         | Dic         | T. cambio                    |
| ---- | ----------- | ----------- | ----------- | ----------- | ----------- | ----------- | ----------- | ----------- | ---------- | ----------- | ----------- | ----------- | ---------------------------- |
| 2007 | 2.150 4.350 | 2.150 4.100 | 2.150 3.650 | 2.150 3.800 | 2.150 4.100 | 2.150 4.100 | 2.150 4.425 | 2.150 4.900 | 2.150 5010 | 2.150 6.750 | 2.150 6.100 | 2.150 5.700 | Dólar oficial Dólar paralelo |

Para el año 2019 se denunció en la Asamblea Nacional que parte los bonos del Sur generaron perdidas por el diferencial de cambio al pueblo venezolano, sistema Control cambiario en Venezuela se mantuvo durante 15 años, entre el 2003 y mayo de 2019